# Roger Malvin’s Burial

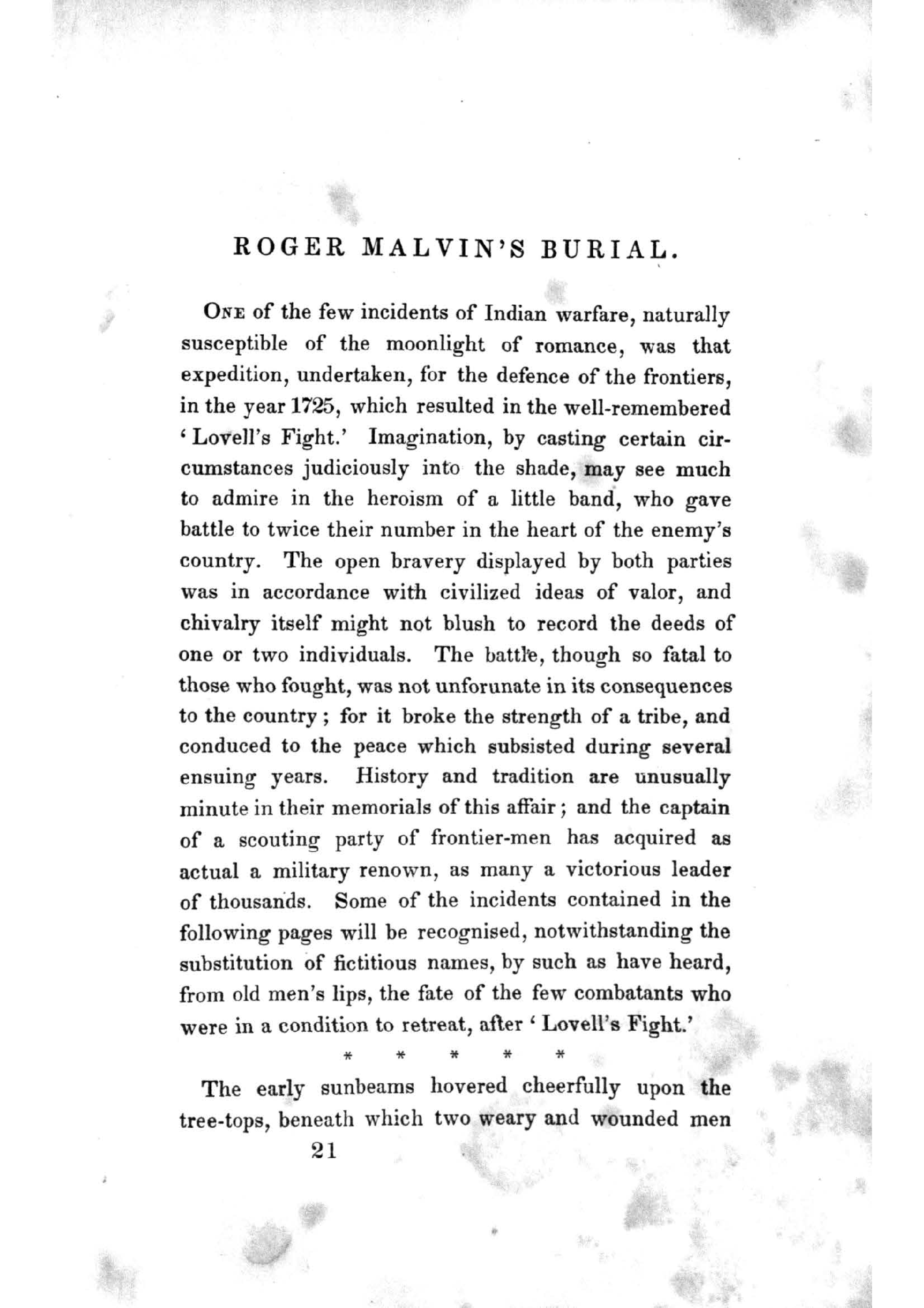
Erste Seite des Erstdrucks von Roger Malvin’s Burial

Roger Malvin’s Burial, deutsch Roger Malvins Bestattung, ist eine 1832 erschienene Erzählung des amerikanischen Schriftstellers Nathaniel Hawthorne.
Sie handelt vom jungen Soldaten Reuben Bourne, der seinen sterbenden Kameraden Roger Malvin im Wald zurücklässt, ihm aber verspricht, wiederzukehren und ihn würdig zu bestatten. Bourne versäumt es jedoch, sein Versprechen einzulösen und wird zunehmend von Gewissensbissen geplagt. Jahre später erschießt er bei einem Jagdunfall seinen einzigen Sohn an eben der Stelle, an der er Malvin einst zurückgelassen hatte. Roger Malvin’s Burial gilt wegen ihrer dichten Symbolik, zahlreichen Anspielungen auf mythische und biblische Motive, aber auch auf historische Quellen, als eine der komplexesten Kurzgeschichten Hawthornes und hat besonders seit 1955, als Hyatt H. Waggoner sie für die Literaturkritik „entdeckte“, zu vielfältigen Interpretationen angeregt. Das kritische Interesse richtet sich dabei ebenso auf die Frage nach der Schuld Reubens – oder in christlichen Begriffen nach der Wirklichkeit seiner Sünde – wie auf die eindrückliche Darstellung der psychologischen Ursachen und Folgen seines Handelns. Nicht zuletzt stellt die Erzählung wie viele andere Werke Hawthornes eine kritische Auseinandersetzung mit dem Puritanismus der neuenglischen Kolonialzeit dar, hier speziell mit der Verklärung der Indianerkriege in der zeitgenössischen Geschichtsschreibung.

## Inhalt
Im Jahr 1725 streifen zwei Überlebende des als „Lovells Kampf“ bekannten Gefechts der Indianerkriege durch die Wildnis Neuenglands, der junge Reuben Bourne und der alte Kämpfer Roger Malvin, Vater von Reubens Verlobter Dorcas. Unter einem großen Felsen, beschattet von einer jungen Eiche, machen sie Rast. Malvin spürt, dass er tödlich verwundet ist, und bittet Bourne, ihn zurückzulassen und sich alleine in Sicherheit zu bringen. Reuben weigert sich zunächst, da er dieses Ansinnen nicht mit seinem Gewissen vereinbaren kann. Erst nach langem Zureden erklärt er sich dazu bereit, alleine aufzubrechen, auch weil Malvin ihm einredet, er könne vielleicht auf Verstärkung treffen und so doch beider Leben retten. Malvin bittet ihn nur noch: „kehre zu diesem verlassenen Felsen zurück, lege meine Gebeine in ein Grab und sprich ein Gebet über ihnen“. Reuben schwört dies bei seinem Blut, markiert den Ort mit einem roten Taschentuch im Geäst der Eiche, und macht sich auf den Weg.
Nach einigen Tagen wird er aufgegriffen und nach Hause gebracht. Als er zu Sinnen kommt, wacht Dorcas neben seinem Bett und fragt ängstlich, ob ihr Vater gestorben sei. Reuben schweigt, auf die Nachfrage, ob er ihm ein Grab gegraben habe, antwortet er ausweichend: „Meine Hände waren schwach, doch ich tat, was ich konnte […]. Ein stattlicher Grabstein steht an seinem Haupt.“ Bald darauf heiraten die beiden, wenige Jahre später wird ihr Sohn Cyrus geboren. Reuben versäumt es aber, seinen Schwur einzulösen, wird zunehmend von Gewissensbissen gequält und „verwandelte sich langsam in einen reizbaren und niedergeschlagenen Menschen“. Auch mit Hof und Handel ist ihm kein Glück beschieden, so dass die Familie zusehends verarmt.
1743 beschließt er, sein Glück als Siedlerpionier zu suchen und bricht mit seiner kleinen Familie auf, um ein geeignetes Stück Land in der Wildnis zu finden, kommt jedoch vom Weg ab. Am 12. Mai des Jahres – 18 Jahre nachdem Reuben Malvin im Wald zurückgelassen hat – machen sie Rast. Reuben schlägt sich mit seiner Flinte in den Wald, um für Proviant zu sorgen, doch „mehr wie ein Schlafwandler denn wie ein Jäger irrte er vorwärts“, und „unmerklich wurden seine Schritte fast in einen Kreis gelenkt“, bis er in einen kleinen Eichenhain gerät. Als er nahe bei sich ein Rascheln vernimmt, feuert er ins Unterholz. Wenig später findet ihn Dorcas am Fuße eines Felsens kauernd, vor ihm liegt der Leichnam des jungen Cyrus. Dorcas sinkt ohnmächtig nieder, und in diesem Augenblick löst sich der dürre Wipfel einer Eiche und fällt „weich und leicht auf den Felsen, auf die Blätter, auf Reuben, auf seine Frau und sein Kind, und auf Roger Malvins Gebeine“. Reuben bricht in Tränen aus, und „in dieser Stunde, da er Blut vergossen hatte, das ihm teurer war als sein eigenes, stieg ein Gebet, das erste seit Jahren, von Reuben Bournes Lippen zum Himmel auf“.

## Werkzusammenhang

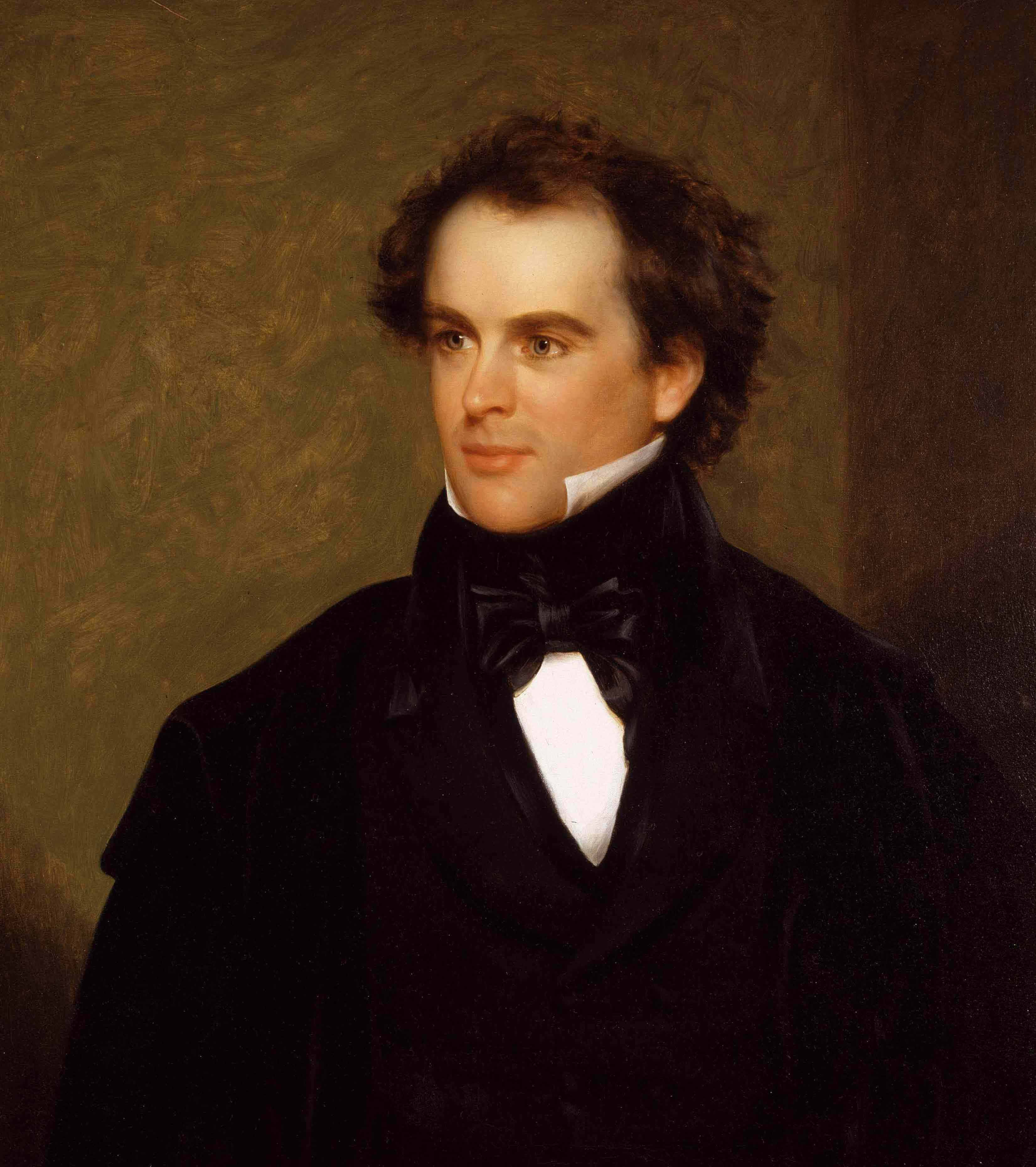
Nathaniel Hawthorne auf einem Gemälde von Charles Osgood, 1840

Wie all seine Werke bis zum Erscheinen der Twice-Told Tales 1837 veröffentlichte Hawthorne Roger Malvin’s Burial zunächst anonym. Die Erzählung erschien erstmals gegen Ende 1831 in der Ausgabe des Geschenkbuchs The Token für das Jahr 1832. Spätestens 1843 bekannte er sich öffentlich zur Autorschaft, als die Erzählung unter seinem Namen in der Democratic Review nachgedruckt wurde, die von seinem Freund John L. O’Sullivan herausgegeben wurde. 1846 nahm Hawthorne die Erzählung schließlich in seinen Kurzgeschichtenband Mosses from an Old Manse auf.
Der ursprüngliche Werkzusammenhang der Erzählung ist indes verloren gegangen: Mit einiger Sicherheit war sie als Teil der Kurzgeschichtensammlung Provincial Tales vorgesehen, die Hawthorne gegen 1830 fertiggestellt hatte, für die er aber nach dem Misserfolg seines ersten Romans Fanshawe keinen Verleger finden konnte, woraufhin er schließlich die meisten seiner Manuskripte vernichtete. Es ist denkbar, aber nicht zu beweisen, dass die sieben Erzählungen der Provincial Tales ursprünglich in eine Rahmenhandlung gebettet waren; jedenfalls waren sie wohl, wie der Titel vermuten lässt, alle in Hawthornes Heimat Neuengland, genauer in ihrer Kolonialzeit, angesiedelt. Einen Hinweis auf die Entstehungszeit von Roger Malvin’s Burial liefern die Ausleihregister des Salem Athenæum: Die drei Bände der Collections, Topographical, Historical, & Biographical, Relating Principally to New Hampshire von John Farmer und Jacob B. Moore, aus denen er zahlreiche Details für Roger Malvin’s Burial entnahm, lieh er zwischen dem Dezember 1827 und dem April 1829 wiederholt aus dieser Bibliothek aus. Alfred Weber geht daher davon aus, dass Hawthorne die Erzählung gegen Mitte des Jahres 1829 vollendete.

## Deutungsansätze

### Schuld und Sünde, Sühne und Erlösung: Roger Malvin’s Burial als moralphilosophisches Problem
Auslöser der äußeren Handlung wie der fatalen inneren Entwicklung Reuben Bournes ist ein ethisches Dilemma. Die Erzählung ist so unter anderem eine kasuistische Untersuchung zu Fragen praktischer Moral. Im „Fall“ Reuben Bournes stellt sich die Frage, ob, wann und warum er Schuld auf sich geladen hat, oder, theologisch gesprochen, gesündigt hat. Hawthornes Erzähler verhält sich hier merklich ambivalent. Zunächst stellt er gegen Ende der ersten Waldszene suggestiv die Frage: „…und wer möchte ihn deswegen schuldig sprechen, dass er vor einem sinnlosen Opfer zurückscheute?“ (and who shall impute blame to him if he shrink from so useless a sacrifice?); als Reuben sich nach vielen Jahren unvermittelt unter der nun seltsam verwachsenen Eiche wiederfindet, an die er einst sein Taschentuch und damit seinen Schwur geknüpft hatte, fragt der Erzähler: „Durch wessen Schuld war sie verdorrt?“ (Whose guilt had blasted it?).
Für Mark Van Doren, einen der frühesten der modernen Kommentatoren, lag der Fall 1949 noch eindeutig: Reuben hat „eine Sünde begangen und sie nicht gestanden, als er es konnte,“ doch die Mehrzahl der späteren Kritiker witterte hier eine Fangfrage: nicht die objektive Schuld steht demnach im Mittelpunkt der Erzählung, sondern die Darstellung des subjektiven Schuldbewusstseins und seiner psychischen und sozialen Ursachen und Folgen (die effects of sin, so die feststehende Wendung). So charakterisiert G. R. Thompson Hawthorne als „ethischen Analysten moralischer Situationen“, dem weniger an einer metaphysisch-moralischen Aussage als an der Darstellung der konkreten Auswirkungen religiös oder kulturell bedingter Moralvorstellungen auf das Individuum interessiert sei. In dieser Hinsicht ist die Figur Reuben Bourne auch als Vorläufer der Figur des heuchlerischen, aber innerlich von Schuld zerfressenen Pfarrers Arthur Dimmesdale in Hawthornes The Scarlet Letter beschrieben worden.
Einige Kritiker nehmen jedoch gerade die Wirklichkeit der Sünde als zentrales Thema der Erzählung und somit eine gewisse Kontinuität puritanischer Glaubensstrenge in Hawthornes Menschenbild an. So weist Gloria Erlich darauf hin, dass der Erzähler Reubens Entscheidung als justifiable, also als „vertretbar, zu rechtfertigen“ bezeichnet, nicht jedoch als just, also „gerecht“. Gemäß dem Rationalismus etwa der Common-Sense-Philosophie mag seine Entscheidung vernünftig sein, doch stelle Hawthorne hier wie in anderen seiner Werke gerade die Ratio als „diabolisch“, mithin als unchristlich dar – Bournes verletze seine christliche Pflicht durchaus und werde dafür bestraft. Weiter erkennt sie im Schluss nicht nur eine Strafe für Reubens, sondern zugleich für Malvins Sünden, denn schließlich ist Cyrus auch Roger Malvins Enkel, sein Stammbaum „verdorrt“ ebenso wie die junge Eiche, unter der er stirbt. Zu einem ähnlichen Schluss kommt John R. Byers, für den die deutlichen alttestamentlichen Anleihen keinesfalls ironisch oder religionskritisch zu lesen sind. Die Erzählung konfrontiere den Leser vielmehr unumwunden mit archaisch anmutenden, aber nichtsdestoweniger gottgebotenen alttestamentlichen Praktiken wie dem rituellen Menschenopfer. Auch Byers sieht Malvin mindestens ebenso sehr in der Schuld wie Reuben, beide teilen die von Grund auf verderbte Natur des Menschen, die gerade in der puritanischen Theologie immer wieder betont wurde. Reuben wird jedoch nicht bestraft, vielmehr versöhnt er sich – wie Menschen seit ewigen Zeiten, im Alten Testament nicht anders als heute – durch ein Sühneopfer mit seinem Gott.
Dem gegenüber stehen gesellschafts- und religionskritische Deutungen, nach denen Reubens Schuld letztlich ebenso Einbildung ist wie seine „Erlösung“ durch das Sühneopfer seines Sohnes. So sieht zwar auch Robert J. Daly in Malvin einen „diabolischen“ Charakter – er weist darauf hin, dass „Roger“ in Neuengland ein Spitzname für den Teufel ist und macht einige Anspielungen auf die Beschreibung Satans in Miltons Paradise Lost aus, die Roger Malvin wenn nicht als den Leibhaftigen selbst, so doch als Versucher kennzeichneten. Theologische Untertöne wie dieses Detail hätten aber letztlich eine ironische Funktion. Als Zielscheibe der Kritik Hawthornes sieht Daly indes nicht so sehr den Puritanismus des 17. oder 18. Jahrhunderts, sondern einen christlich verbrämten Ehrenkodex der „Ritterlichkeit“ und soldatischer Aufopferung. Als konkreten Kontext macht er die History of Chivalry des englischen Historikers Charles Mills aus, dessen Werke sich nach 1820 einiger Beliebtheit erfreuten und die Hawthorne selbst um 1827 las; in einem weiteren Sinne sei Roger Malvin’s Burial ein Gegenentwurf zur zeitgenössischen amerikanischen Geschichtsschreibung, die über die „echt heroische“ friedliche Landnahme das „falsche“ Heldentum der militärischen Eroberung stellte.
Die ausführlichste Darstellung der genuin ethischen Aspekte von Reubens moralisch fragwürdigen Entscheidungen – Malvin alleine im Wald zurückzulassen, seine Notlüge gegenüber Dorcas, schließlich sein Versäumnis, seinen Schwur einzulösen – findet sich bei Michael J. Colacurcio. Im Gegensatz zu Thompson behauptet er, dass Hawthorne durchaus mehr an abstrakten Regeln als an empirischen Details interessiert sei; er erkennt zwar die Präzision seiner psychologischen Analyse an, letztlich sei Reuben Bourne aber weniger ein individualisierter Charakter als ein moralisches Exempel. Wie Daly glaubt er, dass Hawthorne vor allem Kritik an seinen Zeitgenossen üben wollte, doch stellt die Erzählung für ihn eine mit fast wissenschaftlicher Genauigkeit (und einer entsprechend großen ästhetischen Distanz) gestaltete Rekonstruktion der puritanischen Vorstellungswelt dar. Als unmittelbares Vorbild für Reubens Dilemma nimmt er die konstruierten Gewissenskonflikte des anglikanischen Moraltheologen Jeremy Taylor (1613–1667) an, dessen Schriften Hawthorne zwischen 1826 und 1834 wiederholt aus der Bibliothek auslieh. In Werken wie Ductor Dubitantium veranschaulichte Taylor anhand ähnlich verzwickter Situationen oder „Fälle“, wie die Befolgung christlicher Leitsätze auch im Zweifel stets zur rechten Lösung führe. Taylors christliche Gesinnungsethik beurteilt Handlungen stets nach ihren Motiven, weniger nach ihren Folgen – Reubens Vergehen besteht in diesem Lichte betrachtet nicht darin, dass er eine falsche Entscheidung getroffen hätte, als vielmehr darin, dass er sich und später Dorcas über seine wahren Motive getäuscht hat.

### Reuben Bourne als psychologische Fallstudie
Diese moraltheologischen Überlegungen finden eine Entsprechung in psychologischen Deutungen, die in Reubens Schuldkomplex die Folgen einer unvollkommenen Rationalisierung sehen, also dem Prozess der nachträglichen Rechtfertigung des eigenen, gerade des affektiven Handelns. Vielfach ist Hawthorne attestiert worden, dass er Beobachtungen der modernen Psychologie vorweggenommen hat, nicht nur in der äußerlichen Schilderung psychopathologischen Verhaltens, sondern auch in der Analyse seiner inneren Ursachen. Als besonders einflussreich hat sich im Falle von Roger Malvin’s Burial Frederick C. Crews’ psychoanalytisch geprägter Aufsatz The Logic of Compulsion in “Roger Malvin’s Burial” (1966) erwiesen. Crews postuliert, dass Cyrus weder einem Unfall noch dem Willen einer grausamen Vorsehung zum Opfer fällt, sondern einer Zwangshandlung Reubens. Crews kommt dabei weitgehend ohne Verweise auf Freud’sche Schriften aus, sondern zeigt in einem sehr textnahen close reading, welche Begriffe Hawthorne selbst für sein „psychologisches Drama“ gefunden hat. Insbesondere lenkt er das Augenmerk auf Passagen, in denen eine Unterscheidung zwischen unbewussten und bewussten Prozessen, willentlichem und zwanghaftem Handeln andeutet oder ausgesprochen wird.
Wie zuvor schon Waggoner sieht Crews die Ursache von Reubens Schuldkomplex in seinem Unvermögen, sich einzugestehen, dass er Malvin nicht nur aus Vernunft oder Verantwortungsbewusstsein gegenüber Dorcas zurückließ, sondern auch aus „niederen“ Motiven wie Furcht und Eigennutz. Wie der Erzähler mit dezenter Untertreibung angibt, lässt sich „nicht behaupten, dass keinerlei selbstsüchtiges Gefühl Reubens Herz beschlichen hätte, obwohl gerade das Bewusstsein davon ihn den Bitten seines Gefährten noch stärkeren Widerstand entgegensetzen ließ“ (Nor can it be affirmed that no selfish feeling strove to enter Reuben’s heart, though the consciousness made him more earnestly resist his companion’s entreaties). Rogers Appelle an die Vernunft und die Hoffnung überzeugen Reuben so nicht gänzlich, geben ihm aber die Gelegenheit, seine Entscheidung zu rationalisieren – gegenüber Roger, aber vor allem gegenüber sich selbst. Nach außen scheint es, als habe Roger ihn mit einer Geschichte über eine Rettung aus einer auswegloser Lage umstimmen können, doch war sie, wie der Erzähler weiß, „ihm selber unbewusst, noch gestützt von der heimlichen Kraft verschiedener anderer Motive“ (aided, unconsciously to himself, by the hidden strength of many another motive). Noch kurz vor seinem Aufbruch ist Reuben „nur halb überzeugt, dass er richtig handle“, und „innerlich überzeugt davon, dass er Malvin nicht mehr lebend sehen würde“. Psychoanalytisch gesprochen verdrängt Reuben seine eigentlichen Motive ins Unbewusste.
Crews’ Beobachtung kommt dabei nicht zuletzt Hawthornes eigentümliche Wortwahl zupass, die der späteren psychoanalytischen Terminologie entspricht – unconscious bedeutete vor Freud im Allgemeinen schlicht „unwissentlich, ahnungslos“. Crews merkt auch an, dass sich neben Furcht und Eigennutz aus psychoanalytischer Sicht ein weiteres Motiv für Reubens Entscheidung aufdrängt. Roger spricht Reuben mit „mein Junge“ und „mein Sohn“ an und versichert ihm, er habe ihn „wie ein Vater geliebt“ und versucht, ihn mit dieser väterlichen Autorität zum Aufbruch zu bewegen. Reuben entgegnet: „Und weil du mir ein Vater warst, soll ich dich deshalb hier umkommen und unbegraben in der Wildnis liegen lassen?“ Eingedenk der Theorie des Ödipuskonflikts ist die Antwort der Psychoanalyse auf diese Frage eindeutig Ja; Crews verneint aber ausdrücklich die Annahme, dass Hawthornes Gedanken ganz so weit gingen.
In der Abschiedsszene greift Hawthorne wieder zum konventionellen Bild des Herzens als Sitz der Gefühle, zu denen hier auch der bloße Selbsterhaltungstrieb zählt, der stärker ist als alle guten Vorsätze: „sein Wille zum Leben und die Hoffnung auf Glück waren mächtig in seinem Herzen erwacht, und er war nicht fähig, ihnen Widerstand zu leisten“ (the desire of existence and the hope of happiness had strengthened in his heart, and he was unable to resist them). Dass Reuben nicht mehr vollkommen Herr seines Willens ist, wird nur kurz nach seinem Aufbruch noch deutlicher: Zunächst läuft er so schnell er kann, getrieben von einer „Art von Schuldgefühl, die Menschen manchmal selbst bei Handlungen quält, die völlig gerechtfertigt erscheinen“ (a sort of guilty feeling, which sometimes torments men in their most justifiable acts), um Rogers Blick nicht ertragen zu müssen, doch kehrt er plötzlich zurück, „von wilder, schmerzlicher Neugier getrieben“ (impelled by a wild and painful curiosity), und beobachtet Malvin aus der Ferne. Einen Moment ist Reuben versucht, seine Entscheidung rückgängig zu machen, wobei der Erzähler auffälligerweise auch die Ursache dieses hehren Wunsches nicht mehr eindeutig im bewussten moralischen Empfinden verortet: Reuben spürt „sein Gewissen, oder etwas, das ihm ähnlich war“ (conscience, or something in its similitude). Nach seiner Heimkehr redet sich Reuben zwar weiter ein, recht gehandelt zu haben, doch zeigt sich, dass sein innerer Konflikt noch immer ungelöst ist, als er beginnt, unter Zwangsgedanken zu leiden:
| | |
| …concealment had imparted to a justifiable act much of the secret effect of guilt; and Reuben, while reason told him that he had done right, experienced in no small degree the mental horrors which punish the perpetrator of undiscovered crime. By a certain association of ideas, he at times almost imagined himself a murderer. For years, also, a thought would occasionally recur, which, though he perceived all its folly and extravagance, he had not power to banish from his mind. It was a haunting and torturing fancy that his father-in-law was yet sitting at the foot of the rock, on the withered forest leaves, alive, and awaiting his pledged assistance. These mental deceptions, however, came and went, nor did he ever mistake them for realities: but in the calmest and clearest moods of his mind he was conscious that he had a deep vow unredeemed, and that an unburied corpse was calling to him out of the wilderness. | „Erst die Verheimlichung hatte einer durchaus zu rechtfertigenden Tat den Charakter einer geheimen Schuld gegeben; und während die Vernunft ihm sagte, dass er recht gehandelt habe, erfuhr Reuben dennoch in nicht geringem Maße die seelischen Qualen, die den verfolgen, dessen Verbrechen nicht entdeckt wird. Eine bestimmte Verbindung von Ideen bewirkte, dass er sich manchmal beinahe als Mörder sah. Und durch die Jahre hindurch drängte sich ihm immer wieder eine Vorstellung auf, die er zwar durchaus als töricht und unsinnig erkannte, ohne dass er jedoch die Kraft gehabt hätte, sie aus seinem Geist zu verbannen; es war die quälende, unabweisbare Einbildung, dass sein Schwiegervater noch immer am Fuß des Felsens auf den welken Blättern saß, lebend und auf seinen versprochenen Beistand wartend.“ |

Der Wunsch, sich vor Rogers prüfendem Blick zu verbergen (seek concealment), hatte im Wald noch seinen Lauf beschleunigt, nun zwingt ihn die Furcht, von Dorcas als Feigling gesehen zu werden, die Wahrheit über ihren Vater zu verheimlichen. Seine Scham wird noch dadurch verstärkt, dass er in seinem Dorf „aus jedem Mund die schmerzliche und demütigende Qual unverdienten Lobes“ erleiden muss.
Bieten sich die von Crews angeführten Passagen für eine buchstäbliche Lesart an, so sind andere in einem von eindrücklichen Metaphern und Vergleichen gehalten; so wird Reubens „einziger heimlicher Gedanke“ wie „eine Kette, die seinen Geist festband, und wie eine Schlange, die sich in sein Herz fraß“. Besonders in der zweiten Hälfte der Erzählung wählt Hawthorne zweideutige Formulierungen, die nicht nur eine psychologisch-realistische Deutung zulassen, sondern im Leser auch die Vermutung wecken, dass finstere oder zumindest höhere Mächte als Reubens Schuldgefühle die Handlung beeinflussen – das Schicksal, ein Fluch des verratenen Roger Malvin, oder ein strafender Gott. So drängt sich Reuben nicht nur das Bild seines noch immer wartenden Schwiegervaters immer wieder auf, er hört auch eine innere „Stimme, die, nur ihm verständlich, ihm befahl, hinzugehen und sein Gelöbnis einzulösen“. Später, bei seiner Rückkehr in die Wildnis, blickt er furchterfüllt um sich, „als suche er nach Feinden, die hinter den Bäumen lauerten“, die Bäume selbst „blickten auf sie herab“, bei Wind entfuhr ihnen ein „klagender Ton“. Als Dorcas bei einer Rast feststellt, dass der Kalender den achtzehnten Todestag ihres Vaters anzeigt, entgegnet Reuben ominös: „bete zum Himmel, dass keiner von uns dreien in dieser brüllenden Wildnis einsam stirbt“. Unmittelbar darauf ereignet sich der fatale Unfall, von dem Crews behauptet, dass er keiner ist:
| | |
| „Many strange reflections, however, thronged upon him; and, straying onward rather like a sleep walker than a hunter, it was attributable to no care of his own that his devious course kept him in the vicinity of the encampment. His steps were imperceptibly led almost in a circle…He was musing on the strange influence that had led him away from his premeditated course, and so far into the depths of the wilderness. Unable to penetrate to the secret place of his soul where his motives lay hidden, he believed that a supernatural voice had called him onward, and that a supernatural power had obstructed his retreat. He trusted that it was Heaven's intent to afford him an opportunity of expiating his sin; he hoped that he might find the bones so long unburied; and that, having laid the earth over them, peace would throw its sunlight into the sepulchre of his heart. From these thoughts he was aroused by a rustling in the forest at some distance from the spot to which he had wandered. Perceiving the motion of some object behind a thick veil of undergrowth, he fired, with the instinct of a hunter and the aim of a practised marksman.“ | „Doch wieder drängten viele seltsame Vorstellungen auf ihn ein; mehr wie ein Schlafwandler denn wie ein Jäger irrte er vorwärts, und es geschah ohne sein eigenes Zutun, dass sein krummer Kurs ihn in der Nähe des Lagers festhielt. Unmerklich wurden seine Schritte fast in einen Kreis gelenkt… Er brütete über den seltsamen Impuls nach, der ihn so weit von der geplanten Richtung und so tief ins Herz der Wildnis gelenkt hatte. Unfähig, bis zum geheimen Ort der Seele vorzudringen, wo seine Beweggründe verborgen lagen, glaubte er, dass eine übernatürliche Stimme ihn zu sich gerufen, dass eine übernatürliche Macht ihm den Rückweg abgeschnitten habe. Der Himmel, so hoffte er, wollte ihm nun eine Gelegenheit geben, seine Schuld wiedergutzumachen, und ihn die Gebeine finden lassen, die so lange unbegraben lagen; und wenn er Erde auf sie gelegt hätte, so würde das Sonnenlicht des Friedens wieder in die Gruft seines Herzens scheinen. Aus diesen Gedanken wurde er durch ein Rascheln im Wald aufgeschreckt, in einiger Entfernung von der Stelle, an der er sich befand. Und da er spürte, wie sich hinter dem dichten Schleier aus Unterholz etwas bewegte, feuerte er mit dem Instinkt des Jägers und der Treffsicherheit des geübten Schützen dahin.“ |

Crews sieht in dieser Passagen letztlich aber keinen Raum für übernatürliche Erklärungen: Der Erzähler selbst mache mehr als deutlich, dass die „übernatürliche Stimme“, die er hört, und der „Fluch“, den Reuben mit Cyrus’ Tod erfüllt sieht, bloß Projektionen seiner gestörten Psyche sind, sein Schuss auf Cyrus eine psychopathologisch bedingte Zwangshandlung. Nicht ganz schlüssig erscheinen die fast identischen Ausführungen von Waggoner und Crews zur Frage, wie gerade dieser Zwang sich erklärt, also warum Reuben seinen Sohn erschießt. Beide verweisen zunächst auf die Erzählung selbst, in der es heißt, dass Reuben seinen Sohn liebte, „als wäre alles, was an seinem eigenen Wesen gut und glücklich war, auf dieses Kind übertragen worden“ und „sich selber“ in ihm erkannte, „wie er früher gewesen war“ schließen daraus aber rätselhafterweise, dass Reuben mit Cyrus „die schuldige Seite seiner selbst“ (Crews) bzw. sein „schuldiges Selbst“ (Waggoner) töte.

### Mythische Motive, Symbolik
Wie bei vielen anderen Erzählungen Hawthornes bleibt auch in Roger Malvin’s Burial die Möglichkeit, dass übernatürliche Kräfte im Spiel sind, grundsätzlich bestehen. G. R. Thompson verwendet für diese Eigenart den Terminus double narrative („doppelte Erzählung“). Literaturgeschichtlich leitet sich Hawthornes Faszination für Geister, Hexerei und anderes Teufelswerk aus der Schauerliteratur (gothic fiction) des späten 18. und frühen 19. Jahrhunderts her, der am Unterhaltungswert des Schreckens mindestens ebenso sehr gelegen war wie an der Möglichkeit, die Schattenseiten menschlichen Empfindens und Verhaltens auszuleuchten. Zum anderen speist sich Hawthornes Schreckensinventar aus dem örtlichen Aberglauben Neuenglands, der nicht nur in den Hexenprozessen von Salem durchaus historisch wirkmächtig wurde. Bei Hawthorne erfüllen die übernatürlich anmutenden Elemente eine ambivalente Funktion. So verleihen Verweise auf Motive der Mythologie oder der Bibel seinen Erzählungen eine gewisse Bedeutungsschwere, der Handlung einen exemplarischen, symbolhaften Charakter, der zu der Annahme verleitet, dass sie eine über die Geschichte hinausweisende „tiefere“ Wahrheit bergen; so vergleicht etwa Agnes McNeill Donohue Roger Malvin’s Burial mit mittelalterlichen Moralitäten, Reuben Bourne mit Jedermann; in einem ganz allgemeinen Sinne hat die Erzählung so einen im Grunde mythischen Charakter. Umgekehrt ist aber auch immer eine ironische Absicht denkbar, die einen komischen Kontrast zwischen der Statur der mythischen Vorbildern und den Mühen der Sterblichen hienieden schafft.
Im unverbindlichsten Falle nimmt man die Unwägbarkeit des Schicksals als Erklärung der Geschehnisse an; so gelesen findet Roger Malvin’s Burial eine Entsprechung im deutschen Schicksalsdrama (der Schwundform der Schillerschen Tragödie) und ihm verwandten Prosawerken wie Ludwig Tiecks Der blonde Eckbert (1797). Das Schicksal genügt etwa Harry Levin als Erklärung; in The Power of Blackness, einer heute klassischen Studie zur amerikanischen Romantik, bezeichnet er den Schluss der Erzählung als einen „dieser Zufälle, die die Ordnung des Kosmos offenzulegen scheinen“. Andere Interpreten haben sich an Analogien zur griechischen Mythologie versucht. So glaubt etwa Paul S. Juhasz, dass der Mythos vom Fluch der Atriden Pate für die Erzählung stand. Malvins Angst, nicht begraben zu werden, rührt bei Hawthorne ausdrücklich vom Einfluss der Indianer her, „die nicht nur mit den Lebenden, sondern auch mit den Toten Krieg führten“ und daher „Begräbnisbräuchen eine beinahe abergläubische Bedeutung“ beimaßen; eine plausible direkte Quelle für die Details ist das zu Hawthornes Zeiten sehr bekannte Gedicht The Indian Burying Ground von Philip Freneau (1788). Diese Erklärung hat viele Interpreten nicht davon abgehalten, nach weiteren Parallelen Ausschau zu halten. Die Bedeutung einer rituellen Bestattung ist auch ein klassischer Topos der griechischen Mythen. In der Vorstellungswelt der Antike blieb den Unbestatteten der Eintritt in den Hades verwehrt; die Bedeutung der Einhaltung der Begräbnisriten ist etwa grundlegend für die beiden letzten Bücher der Ilias oder Sophokles’ Antigone. J. T. McCullen spekuliert über einen möglichen Zusammenhang mit dem römischen Totenfest der Lemuria, an dem man der verstorbenen Angehörigen gedachte, sich aber auch vor ihrer Wiederkehr als schadhafte Geister fürchtete – das Fest wurde an den Tagen vor und nach dem 12. Mai begangen, also dem Tag, an dem sowohl Roger Malvin als auch Cyrus Bourne den Tod finden. Nicht zuletzt bieten sich solche Vergleiche gerade auch für psychoanalytische Interpretationen an, da ihr Vokabular (etwa der „Ödipuskonflikt“) selbst der griechischen Mythologie entlehnt ist.
Neben diesen mehr oder minder plausiblen Analogien sticht vor allem die vieldeutige Natursymbolik der Geschichte hervor. Der Einsatz vieldeutiger Symbole ist ein kennzeichnendes Merkmal der amerikanischen Romantik – das berühmteste Beispiel ist neben dem Buchstaben A, das die Protagonistin von Hawthornes The Scarlet Letter zur Strafe für ihren Ehebruch stets auf ihrer Brust tragen musste, die unendlich mehrdeutige „Weiße des Wals“ in Melvilles Moby-Dick. Bei Melville wie bei Hawthorne ist die Unmöglichkeit, diese Symbole auf eine eindeutige Bedeutung festzulegen, Ausdruck eines weitergehenden epistemologischen Skeptizismus, der im Gegensatz zur Zuversicht des Transzendentalismus steht, der gerade sich aus der Anschauung der Natur die Erkenntnis höherer Wahrheiten erhoffte. In Roger Malvin’s Burial sind die zentralen Symbole die Eiche und der Fels, in deren Schatten die Handlung beginnt und endet; aber auch der Wald im Allgemeinen nimmt eine symbolische Bedeutung an. Der Fels erscheint nicht als leb- und sinnloses Naturphänomen; er ist „einem gigantischen Grabstein nicht unähnlich“ und dient so mindestens als Träger einer epischen Vorausdeutung. Auf dem Fels scheinen weiter „die Adern eine Inschrift in einem vergessenen Alphabet zu bilden“ – die womöglich bereits Reubens Schicksal buchstabiert; nicht wenige Interpreten haben in dem Fels eine Anspielung auf die Tafeln der Zehn Gebote gesehen. Der Wuchs der Eiche ist ein Sinnbild für Reubens Entwicklung; zu Beginn der Erzählung ist sie ein „junger, kräftiger Baum“, Jahre später jedoch war „etwas Seltsames“ an ihr zu bemerken: „Die mittleren und unteren Äste waren voll grünenden Lebens, und eine Überfülle von Laubwerk hatte den Stamm fast bis zum Boden bewachsen; doch ein Brand schien den oberen Teil des Baumes befallen zu haben, und der oberste Ast war verdorrt, saftlos und ganz abgestorben.“

### Biblische Bezüge, Theologie, Puritanismus
Eine besondere Stellung nehmen die impliziten und expliziten biblischen Bezüge der Erzählung ein, da sie nicht nur eine allgemein symbolisch-allegorische, sondern eine theologische Interpretation herausfordern. Dabei stellt sich die Frage, inwieweit sie eine Auseinandersetzung mit dem Christentum im Allgemeinen, inwieweit mit der Theologie des neuenglischen Puritanismus im Besonderen darstellt. Angesichts der überragenden Bedeutung des Puritanismus im Werk Hawthornes liegt es nahe, die biblischen Elemente der Erzählung im Kontext des typologischen Bibelverständnisses der Puritaner Neuenglands zu lesen. Der Hang zur typologisch-figurativen Deutung ist oft als prägender Wesenszug der Puritaner beschrieben worden; er prägt nicht nur das Bibel-, sondern auch ihr Geschichtsverständnis – weltliche Ereignisse wurden als Teil der Heilsgeschichte gedeutet. Das typologisch formulierte Selbstverständnis des kolonialen Neuengland als „neues Kanaan“ oder „Stadt auf dem Berge“ wirkt bis ins 21. Jahrhundert im amerikanischen Exzeptionalismus nach, etwa im populären Selbstverständnis der Nation als „God’s Own Country“. Wie Ursula Brumm, Autorin eines Standardwerks zu dieser Thematik, es formuliert: „Wenn der Puritaner Bezugspunkte für sein ungeklärtes Schicksal in dieser Welt suchte, dann wandte er sich an die Bibel. Dort fand er die exemplarischen Gestalten, Situationen, Bilder und Leitworte, die ihm das Leben interpretierten. Puritanische Schriften stehen durch Andeutungen oder Zitate in fast jedem Satz in Bezug zur Bibel; sie können ohne Bibelkenntnis (oder Bibelkonkordanz) nicht verstanden werden.“

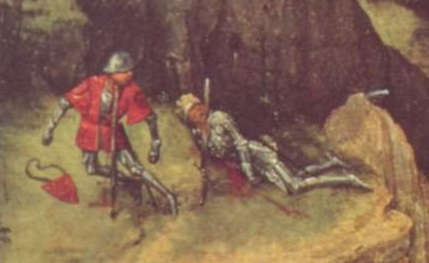
Saul fällt in sein Schwert: Detail aus Pieter Bruegels Der Selbstmord Sauls, 1562

Roger Malvin ist der einzige der vier Charaktere, der keinen biblischen Namen trägt. Seinen Nachnamen scheint Hawthorne in Anlehnung an seine historischen Quellen gewählt zu haben; als Teilnehmer von Lovewells Expedition 1725 sind ein Eleazor und ein David Melvin dokumentiert. Dennoch ist auch für Malvin ein biblisches Vorbild angeführt worden: Ely Stock nimmt an, dass sein Tod dem von Saul, des ersten Königs von Israel, im 1. Buch Samuel nachempfunden ist. So wie sich Malvin sorgt, kein christliches Begräbnis zu erhalten, so fürchtet Saul in seiner letzten Schlacht, den ungläubigen Philistern in die Hände zu fallen: „Da sagte Saul zu seinem Waffenträger: Zieh dein Schwert und durchbohre mich damit, damit diese Unbeschnittenen nicht kommen und mich durchbohren und ihren Mutwillen mit mir treiben!“ (1 Sam 31,4 ). Als sich seine Waffenträger weigern, tötet er sich selbst, nach der Übersetzung der King-James-Bibel „fiel“ er in sein Schwert (: Therefore Saul took a sword, and fell upon it.), bei Hawthorne ist Malvin einer von jenen, die durch das „Schwert der Wildnis“ umgekommen sein (fallen by the “sword of the wilderness”). Nach 1 Sam 31,8-14  wurde die Leiche Sauls von den Philistern geschändet, doch als diese Nachricht die Einwohner Jabeschs erreichte, „brachen alle kriegstüchtigen Männer auf, marschierten die ganze Nacht hindurch und nahmen die Leiche Sauls und die Leichen seiner Söhne“ und begruben sie unter einem Baum. Später lässt Sauls Schwiegersohn David die Gebeine Sauls und Jonatans im Lande Benjamin bestatten, und „danach wurde Gott dem Lande wieder gnädig“ (2 Sam 21,12-14 ). Signifikant mag in diesem Kontext auch der Umstand sein, dass Malvin der Ehe von Reuben mit Dorcas seinen Segen gibt; Saul verspricht David die Hand seiner Tochter Michal, „damit sie ihm zum Fallstrick wird und die Hände der Philister gegen ihn sind“ (1 Sam 18,21 ).
Unverdächtig erscheint die Namenswahl von Dorcas; sie erscheint (in den jüngeren Bibelübersetzungen allerdings unter dem aramäischen Namen Tabita) in der Apostelgeschichte, sie „tat viele gute Werke und gab reichlich Almosen“ (Apg 9,36-42 ); auch Hawthornes Dorcas, die am wenigsten ausgearbeitete Figur der Erzählung, erscheint als Inbegriff weiblicher Fürsorglichkeit.
Die Wahl des Namens Reuben (Ruben) wirft einige Fragen auf – er bedeutet wörtlich „Sehet, ein Sohn“, was angesichts des Ausgangs von Hawthornes Erzählung bitter ironisch erscheint. Bourne bedeutet „Bach“; der biblische Ruben wird als sprunghaft und unstet, als „brodelnd wie Wasser“ (1 Mos 49,4 ) charakterisiert, und auch sonst zeigt seine Geschichte einige Ähnlichkeiten zum Schicksal Reuben Bournes. Er ist als ältester Sohn verantwortlich für das Schicksal seines Bruders Josef, kann aber nicht verhindern, dass Josef in die Sklaverei verkauft wird, belügt darauf seinen Vater Jakob über dessen Schicksal (1 Mos 37 ) und verliert (wenn auch aus einem anderen Grund) schließlich sein Geburtsrecht; später haftet er gegenüber Jakob mit dem Leben seiner Söhne für die Sicherheit seines jüngsten Bruders Benjamin: „Da sagte Ruben zu seinem Vater: Meine beiden Söhne magst du umbringen, wenn ich ihn dir nicht zurückbringe“ (1 Mos 42,37 ).

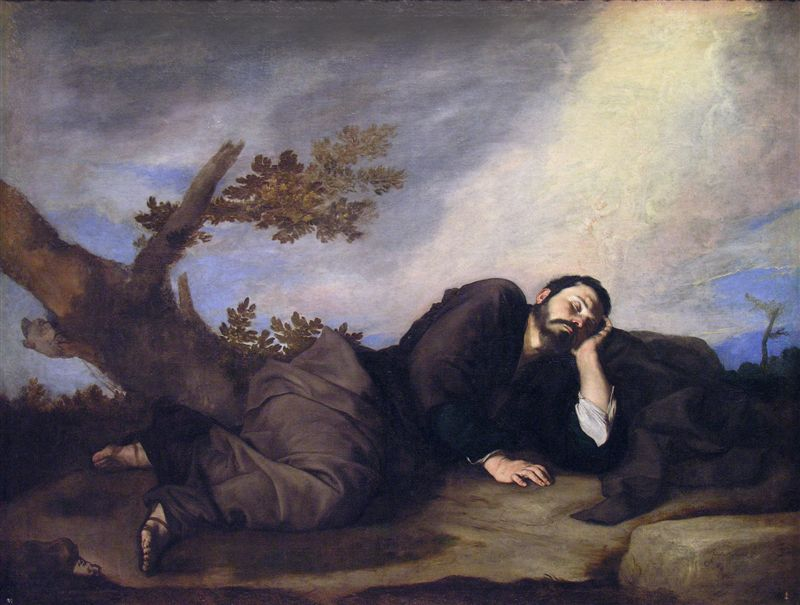
Jakobs Traum – Gemälde von José de Ribera, 1639

John R. Byers verweist wiederum auf Parallelen zur Geschichte Jakobs, des Vaters des biblischen Reuben. Reuben Bourne wird in Hawthornes Erzählung eingeführt, wie er „den Kopf auf den Arm gelegt, in einem unruhigen Schlaf“ von einem Albtraum gepeinigt wird – er liegt im Schatten der Eiche und des Felsens an ebendieser Stelle liegt, wo er Jahre später Cyrus töten wird. Den biblischen Jakob verschlägt es auf seiner Flucht vor Esau an „einen bestimmten Ort“ in Kanaan und er „nahm einen von den Steinen dieses Ortes, legte ihn unter seinen Kopf und schlief dort ein“. Im Traum erscheint ihm die Himmelsleiter, und der Herr verspricht ihm nicht nur zahlreiche Nachkommen, sondern auch: „Ich bin mit dir, ich behüte dich, wohin du auch gehst, und bringe dich zurück in dieses Land.“ (1 Mos 28,11-15 ). Jakob flüchtet schließlich nach Haran, wo er zunächst in Diensten seines Onkels Laban steht und dessen Tochter Rachel heiratet. Schließlich flieht er aber Laban, „hob seine Söhne und Frauen auf die Kamele“, um „zu seinem Vater Isaak nach Kanaan zurückzukehren;“ zuvor stiehlt Rachel „ihres Vaters Hausgott“ stiehlt und nimmt ihn mit auf die Flucht (1 Mos 31,17-19 ) – auch in Hawthornes Erzählung ist davon die Rede, dass Reuben und seine Familie auf ihrem Weg in die Wildnis ihre „Hausgötter“ mit sich nahmen (Reuben was accompanied by his son in the expedition, for the purpose of selecting a tract of land and felling and burning the timber, which necessarily preceded the removal of the household gods). Der Herr führt Jakob nach vielen Jahren der Wanderschaft schließlich tatsächlich zurück an den Ort, da ihm die Leiter erschienen war, baute dort einen Altar und begrub dort Deborah, die Amme Rachels, unter einer Eiche „die wurde genannt die Klageeiche“. Darauf erschien Gott Jakob erneut und sprach zu ihm „Ich bin der allmächtige Gott; sei fruchtbar und mehre dich! Ein Volk und eine Menge von Völkern sollen von dir kommen, und Könige sollen von dir abstammen, und das Land, das ich Abraham und Isaak gegeben habe, will ich dir geben und will's deinem Geschlecht nach dir geben. Und Gott fuhr auf von ihm an der Stätte, da er mit ihm geredet hatte. Jakob aber richtete ein steinernes Mal auf an der Stätte, da er mit ihm geredet hatte, und goss Trankopfer darauf und begoss es mit Öl. Und Jakob nannte die Stätte, da Gott mit ihm geredet hatte, Bethel“ (1 Mos 35,6-15 ).
Cyrus, König der Perser, erscheint im Buch Jesaja (Jes 40-48 ) als eine Art Erlöserfigur, der das Volk Israel aus der Babylonischen Gefangenschaft entlässt und ihm die Rückkehr nach Kanaan ermöglicht. Ein absichtlicher biblischer Bezug zu Reubens Sohn Cyrus erschiene weit hergeholt, wenn Hawthorne nicht gegen Ende seiner Erzählung eine auffällige Formulierung gewählt hätte: nachdem er Cyrus tot auffindet, „wurde Reubens Herz getroffen, und die Tränen strömten aus ihm wie Wasser aus einem Felsen“ (Then Reuben’s heart was stricken, and the tears gushed out like water from a rock). Nachdem Cyrus dem Volk Israel die Rückkehr erlaubt hat, führt der Herr es durch die Wüste (Jes 48,21 ), und „Wasser ließ er für sie aus dem Felsen sprudeln, er spaltete den Felsen und es strömte das Wasser“ (: he caused the waters to flow out of the rock for them: he clave the rock also, and the waters gushed out).
Zahlreiche Kritiker haben auf die Parallelen zur Opferung Isaaks (Gen 22,1–19 ), mit der Gott Abrahams Glauben prüft, hingewiesen – Reuben glaubt, „dass eine übernatürliche Stimme ihn zu sich gerufen“ hat und „der Himmel“ ihm „eine Gelegenheit geben“ wolle, „seine Schuld wiedergutzumachen“, doch anders als im Alten Testament greift keine göttliche Hand ein, um das Blutvergießen abzuwenden. Ely Stock stützt seine Spekulationen über biblische Subtexte mit dem Verweis auf spezifische zeitgenössische Prediger, die mit ebendiesen biblischen Vorbildern die Bedeutung von Lovewells Gefecht veranschaulichten. So glorifizierte Thomas Symmes den Feldzug 1725 in seiner Predigt How Are the Mighty Fallen die Teilnehmer des Feldzugs unter Verweis auf die Schilderung von Sauls Tod im 1. Buch Samuel, und Cotton Mathers nahm den Ausgang des Gefechts zum Anlass, seine Zuhörer in den für die puritanische Theologie prägenden bundestheologischen Begriffen zur Einhaltung der Pflichten des Bundes zu ermahnen, die die theologische Grundlage des puritanischen Gemeinwesens in Neuengland bildeten:
| | |

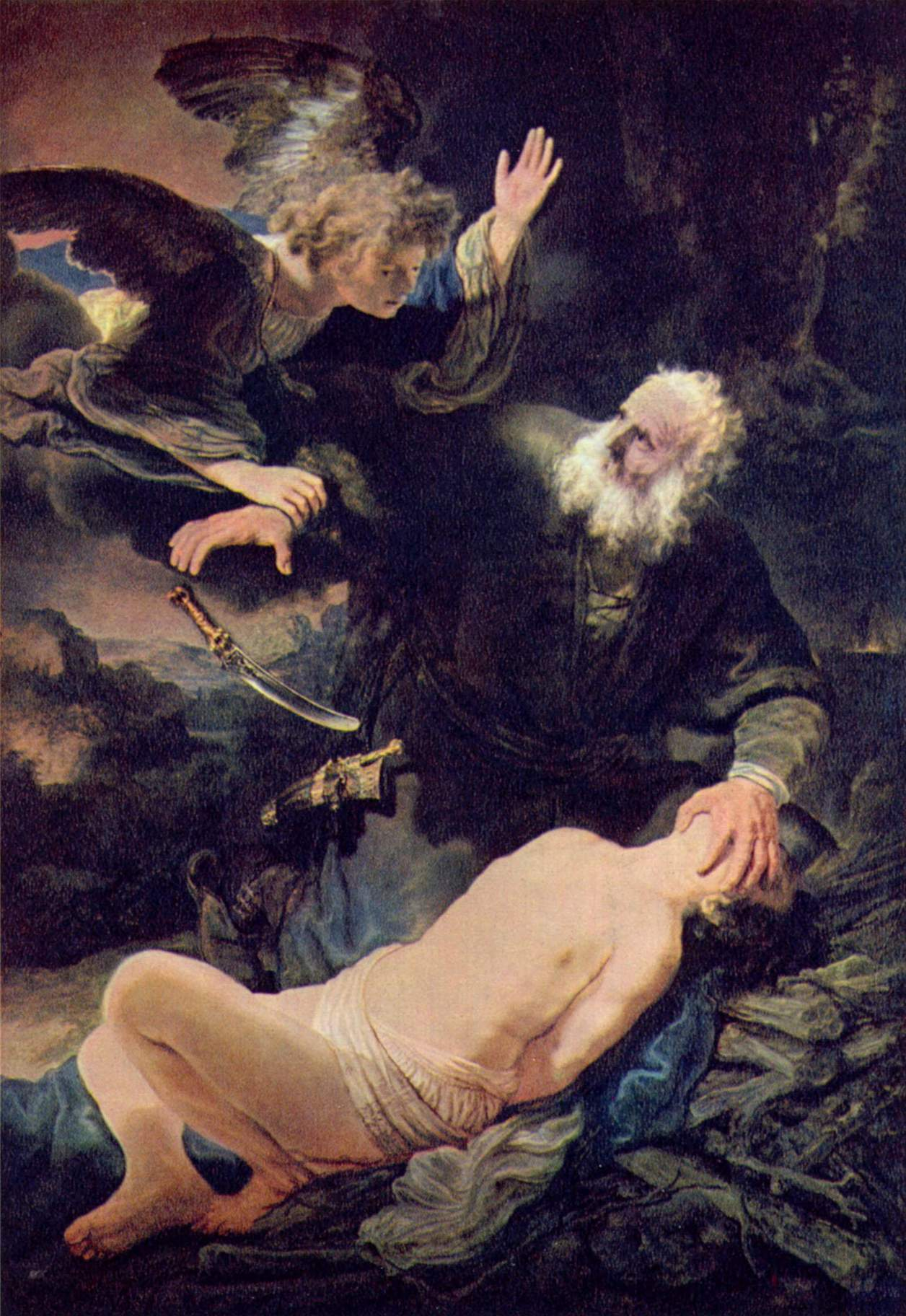
Rembrandt: „Der Engel verhindert die Opferung Isaaks“

| „…you will approve yourselves the Genuine children of Abraham: and to prove your claim to the blessings of the covenant, if you overcome the Reluctaines of Nature to it–Withhold not the Child whom thou loved when God calls you.“ | „Ihr werdet euch als die wahren Kinder Abrahams erweisen und euren Anspruch auf die Segnungen des Bundes einfordern können, wenn ihr euren natürlichen Widerwillen überwindet: Haltet nicht euer geliebtes Kind zurück, wenn Gott nach euch ruft!“ |

In seinem Bund mit Abraham hatte Gott verheißen: „Abraham (Vater der Menge) wirst du heißen; denn zum Stammvater einer Menge von Völkern habe ich dich bestimmt. Ich mache dich sehr fruchtbar und lasse Völker aus dir entstehen; Könige werden von dir abstammen. Ich schließe meinen Bund zwischen mir und dir samt deinen Nachkommen, Generation um Generation, einen ewigen Bund: Dir und deinen Nachkommen werde ich Gott sein.“ (1 Mos 17,5-7 ). Auch Reuben schließt nach puritanischem Verständnis einen Bund, als er bei seinem eigenen Blut schwört, zurückzukehren und Roger Malvin zu bestatten, und der Erzähler lässt Cyrus davon träumen, in der Wildnis Amerikas einen Ort zur Heimat zu wählen, „Vater eines Geschlechtes“, „Patriarch eines ganzen Volkes“ und „Gründer einer mächtigen zukünftigen Nation“ zu werden, „Kinder und Kindeskinder“ würden eines Tages seinen Tod betrauern. Doch Reuben verletzt seine Pflichten und wird dafür bestraft, Cyrus Tod setzt seinem „Geschlecht“ ein Ende, der Bund erfüllt sich nicht. Stock räumt zwar die Möglichkeit einer ironischen Lesart ein, unterstellt Hawthorne (beeinflusst von Søren Kierkegaards Auseinandersetzung mit der Opferung Isaaks) letztlich aber eine erbauliche Botschaft: Reubens Schicksal scheitere, weil sein Glaube nicht gefestigt war, weil er der Stimme, die ihm sagt, dass er „geradewegs zu Malvins Gebeinen geführt würde“, nicht vertraut, und erst durch einen Akt der vollkommenen Hingabe und Selbstaufopferung („in der Stunde, da er Blut vergossen hatte, das ihm teurer war als sein eigenes“) finde er wieder seinen Frieden und fasse Gottvertrauen (er spricht „ein Gebet, das erste seit vielen Jahren“). Hawthorne bejahe mithin die Realität der göttlichen Stimme, das Versprechen der Erlösung und die zeitlose Bedeutung religiöser Werte.
Mit einer solchen wörtlichen Auslegung des Schlusssatzes („Seine Schuld war gesühnt, der Fluch von ihm genommen“) können sich indes die wenigsten Kritiker anfreunden; für Richard P. Adams stellt sie badly perverted nonsense dar. Robert J. Daly anerkennt zwar grundsätzlich die Annahme, dass Hawthornes Wahl der Namen oder andere biblische Parallelen bewusst eingeführt werden, postuliert aber, dass er die typologische Methode gegen sich selbst wendet. Dass sich die teils widersprüchlichen biblischen Analogien kaum sinnvoll in eine systematische Allegorie fügen ließen, veranschauliche gerade, dass Hawthorne an einer Kritik der religiösen Überhöhung historischer Ereignisse wie Lovewells Gefecht gelegen sei. Sowenig wie sich die „Inschrift in einem vergessenen Alphabet“ entziffern lässt, der die Adern des Granitfelsens zu gleichen scheinen, so wenig lässt sich aus Reubens Schicksal hienieden der Wille der göttlichen Vorsehung ablesen. Viele Interpreten haben Roger Malvin’s Burial als Warnung vor religiösem Fanatismus im Allgemeinen und dem Puritanismus im Besonderen gedeutet. Für G. R. Thompson etwa ist die Erzählung ein Gleichnis über die puritanische Erfahrung, Reuben Bourne spiegele eine umfassende „historische und kulturelle Pathologie“ des kolonialen Neuengland. Bourne ist demnach Opfer eines religiös induzierten Schuldkomplexes. Die puritanische Innerlichkeit, die stete Sorge um das eigene Seelenheil, führt bei ihm zu einem krankhaften Egoismus, der selbst vor dem Opfer des eigenen Sohnes nicht haltmacht.

### Geschichte und Geschichtsschreibung, Fakt und Fiktion
Hintergrund der Erzählung ist ein historisch verbürgtes Gefecht der Indianerkriege, Lovewell’s Fight (Hawthorne wählte die neuenglische Dialektvariante Lovell) vom Mai 1725. Zahlreiche Interpretationen haben sie nicht nur als Auseinandersetzung mit dem Puritanismus oder den Indianerkriegen begriffen, sondern insbesondere als Kritik an der Darstellung dieser Thematik in der Geschichtsschreibung. Mehrere Arbeiten haben deutlich gemacht, dass Hawthorne von seinen Quellen zahlreiche Details und Formulierungen übernahm, andere aber ironisch umdeutete. Das Grundgerüst der Handlung der Eröffnungsszene entnahm er offenbar einem Artikel, der sich im ersten Band der Collections, Topographical, Historical, & Biographical, Relating Principally to New Hampshire findet. Darin heißt es über einen gewissen Leutnant Farwell:
| | |
| „Farwell was afterwards engaged as lieutenant in Lovewell’s fight, and in the commencement of the action was shot through the belly. He survived the contest two or three days, and with one Eleazer Davis, from Concord, attempted to reach home. […] Though his case was hopeless, Davis continued with and assisted him till he became so weak as to be unable to stand, and then, at Farwell’s earnest entreaties that he would provide for his own safety, left him to his fate. Previous to this he had taken Farwell’s handkerchief and tied it to the top of a bush that it might afford a mark by which his remains could the more easily be found. After going from him a short distance, Farwell called him back and requested to be turned upon the other side. This was done, and was the last that was known of him. Davis reached Concord in safety.“ | „Farwell nahm später als Leutnant an Lovewells Gefecht teil und erlitt zu Beginn der Kampfhandlungen einen Bauchschuss. Er überlebte noch zwei, drei Tage und versuchte, gemeinsam mit einem gewissen Eleazer Davis aus Concord, nach Hause zu gelangen. […] Obwohl für ihn keine Hoffnung bestand, blieb Davis bei ihm, half ihm, bis er selbst kaum mehr stehen konnte, und überließ ihn erst seinem Schicksal, als Farwell ihn flehentlich darum bat und ihm versicherte, für sich selbst sorgen zu können. Vor seinem Aufbruch nahm Davis nahm er Farwells Taschentuch und band es an die Spitze eines Busches, damit seine Überreste einst wiedergefunden werden würden. Kurz nachdem er losgelaufen war, rief ihn Farwell zurück und bat ihn, ihn auf die andere Seite zu legen. Dies wurde vollbracht, und dies war das letzte, was von Farwell bekannt ist. Davis erreichte Concord unbeschadet.“ |

Lovewells Gefecht war zu Hawthornes Lebzeiten eine der bekanntesten Episoden der neuenglischen Geschichte und konkurrierte mit Ereignissen wie der Geschichte von Pocahontas und John Smith oder der Landung der Mayflower um einen Platz unter den sich langsam herausbildenden „Gründungsmythen“ der Vereinigten Staaten. Als sich der Jahrestag des Gefechts 1825 zum hundertsten Mal jährte, wurden das Jubiläum in Massachusetts und Maine mit öffentlichen Festen begangen. Zum Festakt am Ort des Gefechts trug Henry Wadsworth Longfellow, Hawthornes Kommilitone am Bowdoin College, eine Ode vor, in der er die Heldentaten der Soldaten Lovewells besang. Gemäß der Version der Geschehnisse, die bei diesen offiziellen Anlässen geschildert und gefeiert wurde, machte sich Lovewell mit seiner Truppe um die Verteidigung der Dörfer an der Siedlungsgrenze (frontier) gegen indianische Angriffe verdient. Bei einem ihrer Streifzüge sahen sich Lovewell und seine 34 Soldaten einer zahlenmäßig weit überlegenen Horde indianischer Angreifer gegenüber, kämpften tapfer fast bis zum letzten Mann, töteten dabei aber viele indianische Kämpfer einschließlich ihres Häuptlings Paugus, so dass sein geschwächter Stamm (der dem Abenaki-Bund angehörte) sich aus dem Krieg zurückzog und keine weitere Bedrohung für die weißen Siedlungen darstellte.

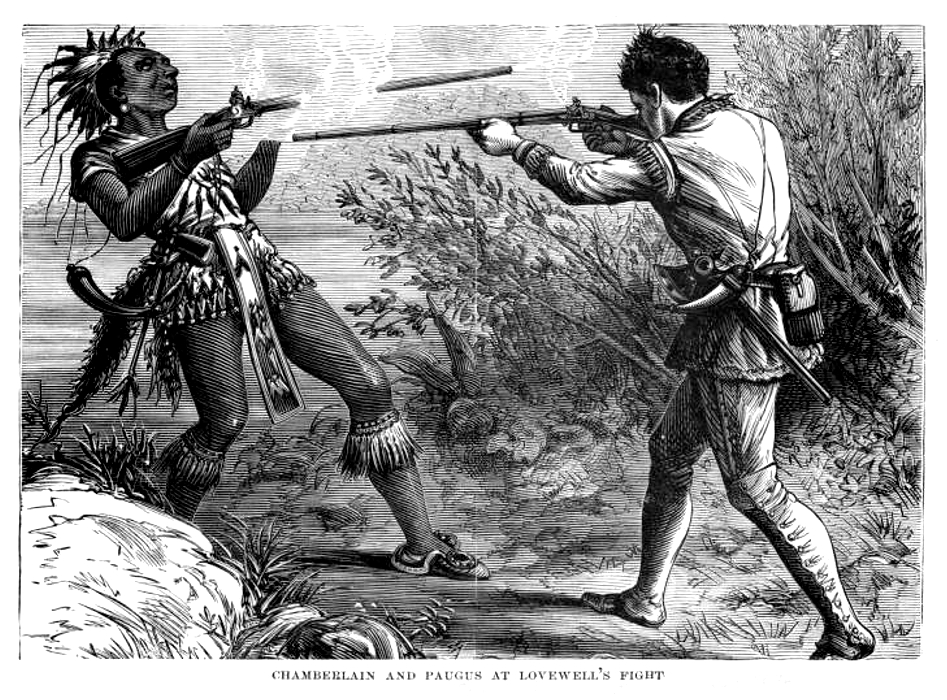
Der Tod des Häuptlings Paugus, Schulbuchdarstellung aus dem Jahr 1872

Die Umstände und der tatsächliche Hergang des Gefechts stellen sich indes weitaus weniger glorreich dar, wie Hawthorne aus seinen eigenen Quellenforschungen wusste, aber auch gewissenhaftere Historiker wie Jeremy Belknap. Tatsächlich war Lovewell ein Kopfgeldjäger – der Rat der Kolonie Massachusetts hatte 1724 eine Prämie von £100 auf jeden indianischen Skalp ausgelobt. Die später als „Lovewells Gefecht“ bekannte Episode steht am Ende von insgesamt drei Expeditionen, die Lovewell 1725 ins indianische Hinterland führte, um möglichst viele Skalps zu erbeuten. Es ereignete sich am 9. Mai des Jahres, als Jonathan Frye, der Kaplan der Truppe, einen indianischen Späher im Wald sichtete, ihn tötete und schließlich skalpierte; mit der Skalpprämie hoffte er, die Steuer für seine baldige Hochzeit bezahlen zu können. Mit seiner Aktion provozierte er jedoch erst den Angriff einer übermächtigen Gruppe von indianischen Kämpfern, die Lovewells Trupp fast vollständig aufrieben. Ein besonders pikantes Detail ist der Umstand, dass der Prediger Thomas Symmes, dessen Historical Memoirs of the Late Fight at Piggwacket (1725) maßgeblich zur Verklärung der Ereignisse beitrugen, das Datum des Gefechts vom 9. auf den 8. Mai 1725 verlegte, um zu vertuschen, dass diese ebenso unkluge wie unwürdige Skalpjagd auch einen Sabbatbruch darstellte. Darauf spielt wohl eine Passage von Roger Malvin’s Burial, die in einem merkwürdigen Gegensatz zum allgemeinen Erzählduktus steht: Als Reuben und seine Familie Rast machen, schlägt Dorcas den Almanach auf und verkündet, dass heute der zwölfte Mai sei, „als ob diese Nachricht von Wichtigkeit wäre“, wie Hawthornes Erzähler scheinbar unschuldig anmerkt (Dorcas mentioned, as if the information were of importance, that it was now the twelfth of May). Noch andere unverdächtig wirkende Details lassen erst mit Kenntnis der tatsächlichen historischen Umstände Hawthornes bitteren Sarkasmus erkennen. Um Reuben davon zu überzeugen, dass Hilfe naht, erklärt Roger Malvin etwa: „Gleich zu Beginn des Kampfes ist ein Feigling unverwundet geflohen, und wahrscheinlich ist er gut vorangekommen. Und jeder aufrechte Mann an der Grenze wird bei dieser Nachricht seine Muskete schultern.“ Wie Hawthorne wusste, bezeugen die zeitgenössischen Quellen tatsächlich, dass ein gewisser Benjamin Hassell zu Beginn der Kampfhandlungen das Weite suchte – als er aber das nahe Fort am Lake Ossapy erreichte und vom Gefecht berichtete, desertierte die gesamte Besatzung aus Furcht vor einem indianischen Angriff und floh in ihre Heimatsiedlungen.

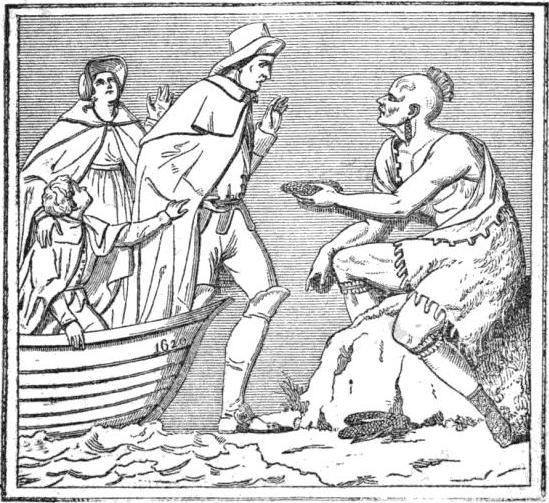
Die Landung der Pilgerväter – auf dieser romantisierenden Illustration aus dem Jahr 1848 sitzt ein Indianer auf dem Plymouth Rock und reicht den weißen Siedlern zur Begrüßung einen Maiskolben.

Noch bei anderen Details sind Bezüge zu historischen Vorbildern plausibel, insbesondere zu den „Gründungsmythen“ Neuenglands, mithin der Vereinigten Staaten. So lassen sich der Fels und die Eiche, die beiden zentralen Symbole der Erzählung, mit zwei symbolträchtigen Orten und Ereignissen der amerikanischen Geschichte in Zusammenhang bringen. Colacurcio bringt den Fels mit dem Plymouth Rock in Verbindung, dem ersten Stück Land, das die „Pilgerväter“ betraten, als sie 1620 von Bord der Mayflower gingen; nahe dieser Stelle gründeten sie daraufhin Plymouth, die erste puritanische Siedlung in Amerika. Reuben und seine Familie auf ihrem Weg durch die Wildnis werden vom Erzähler explizit als „Pilger“ bezeichnet. Dabei kommen sie (wie einst die Mayflower, die eigentlich in Virginia hätte anlanden sollen) vom Kurs ab und geraten „in ein Gebiet, das bisher nur von wilden Tieren und wilden Menschen bewohnt war“ (into a region of which savage beasts and savage men were as yet the sole possessors) – wie James McIntosh anmerkt, klingt hier eine Passage der berühmten Gründungschronik der Kolonie (Of Plimoth Plantation) an, die William Bradford zwischen 1630 and 1647 verfasste: Als die Mayflower nach Wochen der Überfahrt Land erreichte und die Pilgerväter erstmals voller Furcht ihre neue Heimat erblicken, fragt Bradford, „was konnten sie sehen als eine abweisende und trostlose Wildnis, voll von wilden Tieren und wilden Männern?“ (Besides, what could they see but a hideous and desolate Wilderness, full of wilde beasts and wilde men).

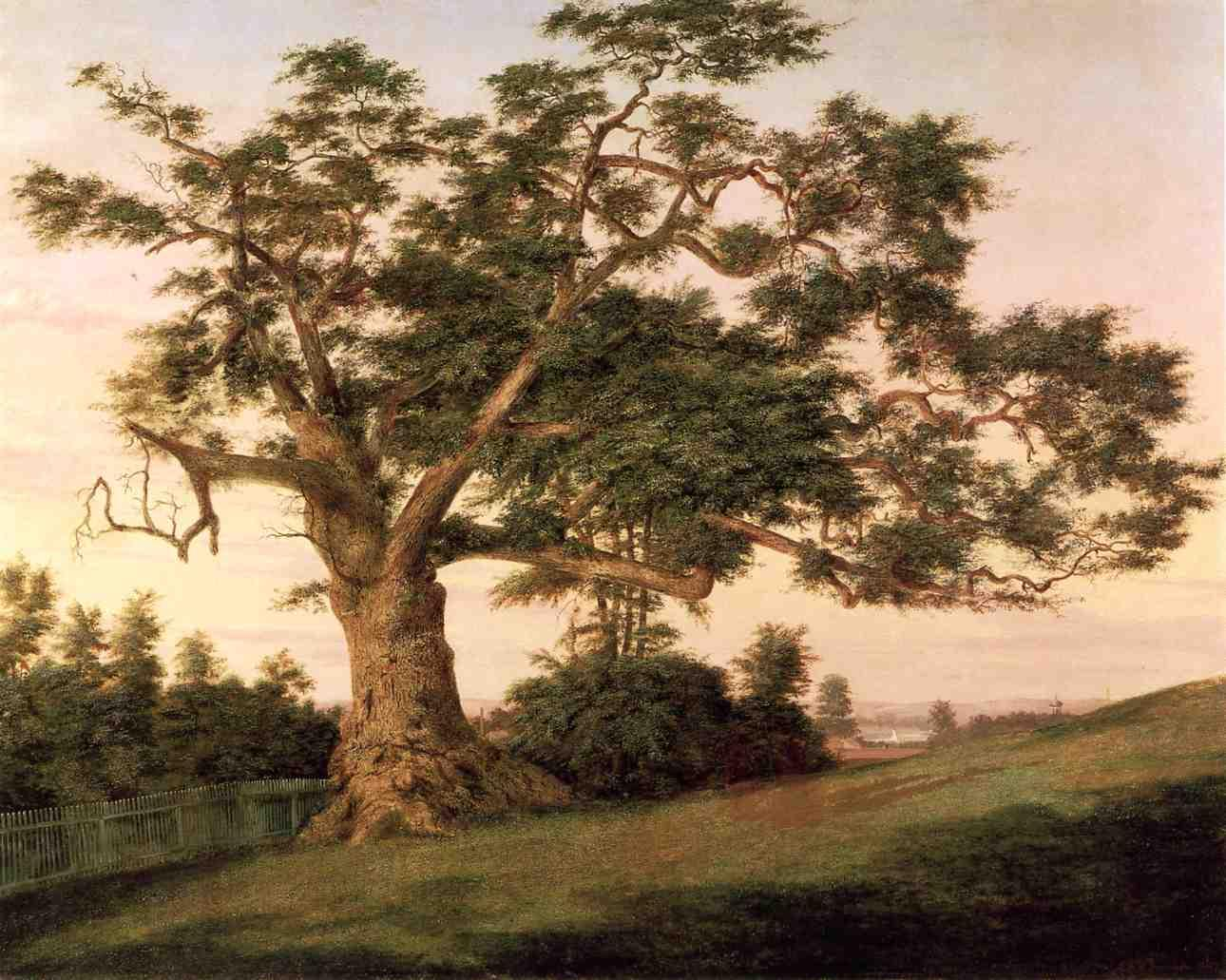
Charles De Wolf Brownell: The Charter Oak, 1857

Die Beschreibung der Eiche, an die Reuben sein Taschentuch und somit seinen Schwur knüpft, gleicht verblüffend einer Beschreibung der berühmten Charter Oak in den Collections von Farmer und Moore, Hawthornes Hauptquelle. Im hohlen Stamm dieser Eiche versteckten die Siedler von Connecticut 1687 die Gründungscharta ihrer Kolonie, als der königliche Gouverneur Neuenglands, Edmund Andros, versuchte, sie zu konfiszieren. In dieser Charta waren nicht nur die Freiheiten verbürgt, die Andros zu beschneiden versuchte, sie war auch das Zeugnis des Bundes der Kolonisten untereinander und mit Gott und bildete so die theologische Grundlage ihres Gemeinwesens. In Anbetracht dieser Anspielungen auf die Gründungsmythen Neuenglands wie der Vereinigten Staaten scheint Roger Malvin’s Burial eine Aussage über die Bedeutung der amerikanischen Geschichte zu machen, die jedoch kaum die Zuversicht der nationalistischen Geschichtsschreibung teilt: Die Eiche symbolisiert Werte, die in vollkommenen Gegensatz zur Habgier und Verrohung der Kopfgeldjagd steht, die Reuben Bourne und Roger Malvin an diesen Ort geführt hat; die Nation hat über ihre Landgier ihre ideellen Werte vergessen, die Pflichten ihres „Bundes“ gebrochen.
Dass Hawthornes Erzählung eine Kritik an der Ahnenfrömmigkeit seiner Zeitgenossen ist, macht eingedenk dieser Entdeckungen der Quellenforschung schon ihre kurze „historische“ Einleitung erkennen, die einem unvorgebildeten Leser unverdächtig erscheinen wird; so schrieb Alfred Weber noch 1973, die historischen Erzählerkommentare hätten „kein großes Gewicht“ und dienten (wie The Custom-House, der berühmten Vorrede zu The Scarlet Letter) dazu, der schöpferischen Phantasie des Künstlers einen weiten Spielraum zu verschaffen und sich so dem Anspruch auf Faktentreue und Wahrhaftigkeit zu entziehen, dem die Geschichtsschreibung unterworfen ist. Mit Kenntnis der historischen Tatsachen wird deutlich, dass das Gegenteil der Fall ist und der Absatz mit beißender Ironie die Verfälschungen der Geschichtsschreibung anprangert. Lovewells Expedition, die „1725 zur Verteidigung der Grenzen unternommen wurde“, so beginnt der Erzähler lapidar seine Ausführungen, sei „eine der wenigen Episoden aus dem Krieg mit den Indianern, die sich im Mondlicht der Romantik betrachten lassen“ (one of the few incidents of Indian warfare naturally susceptible of the moonlight of romance). Diese unschuldige Behauptung stellt mindestens, wie Ely Stocks Quellenforschungen erbrachten, einen Seitenhieb auf einen Artikel im Columbian Centinel vom 25. Mai 1825 dar, der anlässlich des hundertjährigen „Jubiläums“ des Gefechts an die heldenhaften Ereignisse von 1725 Ereignisse erinnerte, die „keiner romantischen Ausschmückungen“ bedürften (Lovell’s Fight and incidents relating to many of those who marched with him, leave nothing to the embellishments of romance). Der Erzähler fährt fort:
| | |
| „Imagination, by casting certain circumstances judicially into the shade, may see much to admire in the heroism of a little band who gave battle to twice their number in the heart of the enemy’s country. The open bravery displayed by both parties was in accordance with civilized ideas of valor; and chivalry itself might not blush to record the deeds of one or two individuals. […] History and tradition are unusually minute in their memorials of this affair; and the captain of a scouting party of frontier men has acquired as actual a military renown as many a victorious leader of thousands.“ | „Wenn man gewisse Umstände weise in den Schatten rückt, dann wird es der Vorstellung leicht gelingen, das Heldentum dieser kleinen Schar zu bewundern, die gegen eine doppelte Übermacht im Herzen des feindlichen Gebiets zu Felde zog. Die offensichtliche Tapferkeit, die beide Seiten an den Tag legten, entsprach der zivilisierten Auffassung von Mut, und die Ritterlichkeit selbst brauchte sich nicht zu schämen, die Taten des ein oder anderen festzuhalten. […] Geschichte und Überlieferung sind in ihren Aufzeichnungen dieses Ereignisses ungewöhnlich genau; und der Hauptmann einer Kundschaftertruppe der Grenzbewohner hat soviel Ruhm gewonnen wie mancher siegreiche Anführer von Tausenden.“ |

Die Kämpfer Lovewells waren keinen Deut „zivilisierter“ als die der Indianer; die Taten nur „des ein oder anderen“ mögen tapfer erscheinen, aber auch nur dann, „wenn man gewisse Umstände weise in den Schatten rückt“ – der Vorwurf der verfälschenden Imagination richtet sich so gegen die Geschichtsschreibung, die vorgibt, „ungewöhnlich genau“ zu arbeiten, und die Literatur, die vermeintlich der Realität entrückte romance, erweist sich als Korrektiv gegenüber der selbstdienlichen Geschichtsvergessenheit und dem naiven Optimismus der Nation: Roger Malvin’s Burial ist so (in den Worten von Diane C. Naples) Hawthornes „Gleichnis für die Historiker des 19. Jahrhunderts“. Diese ironische Interpretation des ersten Absatzes ist indes von David Levin in Zweifel gezogen worden, der in solch einer Lesart eher die Erwartungshaltung moderner Kritiker als ein wahrhaftes Abbild von Hawthornes Geschichtsverständnis bestätigt sieht. Hawthorne habe keineswegs das Bild eines Kampfes gewissenloser Kopfgeldjäger gegen im Grunde friedliebende und nur in Notwehr kämpfende Indianer im Sinn gehabt. Vielmehr habe er die ganze moralische Komplexität des historischen Konflikts gekannt und verstanden, etwa den Umstand, dass die Indianer durchaus in der kriegerischen Absicht, Grenzsiedlungen anzugreifen, durch die Wälder um Pequawket streiften und dazu von den Franzosen im Norden mit Waffen versorgt worden waren, und dass Lovewell also durchaus auch in der durchaus lauteren Absicht handelte, die Mörder seiner Nachbarn zu stellen und die Grenzen zu sichern; Hawthorne habe also tatsächlich Heroisches in Lovewells Taten gesehen, seine Skalpjagd durchaus als der zeitgenössischen „zivilisierten Auffassung“ entsprechend angesehen.

### Ausgaben
Die Erstausgabe von Roger Malvin’s Burial findet sich in:
- The Token. A Christmas and New Year's Present. Gray & Bowen, Boston 1832.

Die heute maßgebliche Ausgabe der Werke Hawthornes ist The Centenary Edition of the Works of Nathaniel Hawthorne, herausgegeben von William Charvat, Roy Harvey Pearce, Claude M. Simpson u. a., Ohio State University Press, Columbus OH 1962–1997. Roger Malvin’s Burial findet sich in Band 10:
- Nathaniel Hawthorne: Mosses from an Old Manse. Herausgegeben von Fredson Bowers, L. Neal Smith, John Manning und J. Donald Crowley. Ohio State University Press, Columbus OH 1974, ISBN 0-8142-0203-9.

Eine verbreitete Leseausgabe, die auf der Centenary Edition aufbaut, ist:
- Nathaniel Hawthorne: Tales and Sketches. Herausgegeben von Roy Harvey Pearce. Library of America, New York 1982, ISBN 1-883011-33-7.

Der E-Text der Geschichte findet sich auf den Seiten von Wikisource:
Es liegen zwei deutsche Übersetzungen vor:
- Roger Malvins Bestattung. Ins Deutsche übertragen von Franz Blei. In: Nathaniel Hawthorne: Der Garten des Bösen. Verlag Martin Maschler, Berlin 1925 (= Band 4 von: Nathaniel Hawthorne: Romane und Erzählungen. 4 Bände. Verlag Martin Maschler, Berlin 1925). Eine von R. W. Pinson herausgegebene Neubearbeitung ohne Angabe des Übersetzers Franz Blei ist in zwei Ausgaben erschienen: Nathaniel Hawthorne: Der Garten des Bösen und andere Erzählungen. Magnus Verlag, Essen 1985, ISBN 3-88400-216-3 sowie Nathaniel Hawthorne: Der Garten des Bösen und andere Erzählungen. Moewig, Rastatt 1987, ISBN 3-8118-2511-9.
- Roger Malvins Bestattung. Ins Deutsche übertragen von Hannelore Neves. In: Nathaniel Hawthorne: Des Pfarrers schwarzer Schleier. Unheimliche Geschichten. Winkler, München 1985, ISBN 3-538-06584-5.

### Sekundärliteratur
- Harold Beaver: The Case of “Roger Malvin’s Burial”. In: A. Robert Lee (Hrsg.): Nathaniel Hawthorne: New Critical Essays. Vision Press, London/Totowa NJ, 1981, ISBN 0-389-20281-9, S. 31–47.
- Virginia O. Birdsall: Hawthorne’s Oak Tree Image. In: Nineteenth-Century Fiction. Band 15, Nr. 4, 1960, S. 181–185.
- Emily Miller Budick: Fiction and Historical Consciousness. The American Romance Tradition. Yale University Press, New Haven 1989, ISBN 0-300-04292-2.
- John R. Byers, Jr.: The Geography and Framework of Hawthorne’s “Roger Malvin’s Burial”. In: Tennessee Studies in Literature. Band 21, 1976, S. 11–20.
- Patricia Ann Carlson: Image and Structure in Hawthorne’s “Roger Malvin’s Burial”. In: South Atlantic Bulletin. Band 41, Nr. 4, 1976, S. 3–9.
- Michael J. Colacurcio: The Province of Piety. Moral History in Hawthorne’s Early Tales. Duke University Press, Durham NC 1984, ISBN 0-8223-1572-6.
- Frederick C. Crews: The Logic of Compulsion in “Roger Malvin’s Burial”. In: Publications of the Modern Language Association of America. Band 79, Nr. 4, 1964, S. 457–465. Nachgedruckt in: A. N. Kaul (Hrsg.): Hawthorne. A Collection of Critical Essays. Prentice-Hall, Englewood Cliffs, N.J. 1966, S. 68–98.
- Frederick C. Crews: The Sins of the Fathers. Hawthorne’s Psychological Themes. Oxford University Press, New York 1966. Nachdruck: University of California Press, Berkeley/Los Angeles 1989, ISBN 0-520-06817-3.
- Robert J. Daly: History and Chivalric Myth in “Roger Malvin’s Burial”. In: Essex Institute Historical Collections. Band 109, 1973, S. 99–115.
- Agnes McNeill Donohue: “From Whose Bourn No Traveller Returns”: A Reading of “Roger Malvin’s Burial”. In: Nineteenth-Century Fiction. Band 18, Nr. 1, 1963, S. 1–19.
- Gloria Chasson Erlich: Guilt and Expiation in “Roger Malvin’s Burial”. In: Nineteenth-Century Fiction. Band 26, Nr. 4, 1972, S. 377–389.
- Burton J. Fishman: Imagined Redemption in “Roger Malvin’s Burial”. In: Studies in American Fiction. Band 5, Nr. 2, 1977, S. 257–262.
- Paul S. Juhasz: The House of Atreus on the American Frontier: Hawthorne’s “Roger Malvin’s Burial” and the Search for an American Mythos. In: CEA Critic. Band 68, Nr. 3, 2006, S. 48–58.
- Jack Kligerman: A Stylistic Approach to Hawthorne’s “Roger Malvin’s Burial”. In: Language and Style. Band 4, 1971, S. 188–194.
- David Levin: Modern Misjudgements of Racial Imperialism in Hawthorne and Parkman. In: The Yearbook of English Studies. Band 13, 1983, S. 145–158.
- Sheldon W. Liebman: “Roger Malvin’s Burial”: Hawthorne’s Allegory of the Heart. In: Studies in Short Fiction. Band 12, 1975, S. 253–260.
- David S. Lovejoy: Lovewell’s Fight and Hawthorne’s “Roger Malvin’s Burial”. In: The New England Quarterly. Band 27, Nr. 4, 1954, S. 527–531.
- J. T. McCullen, Jr.: Ancient Rites for the Dead and Hawthorne’s “Roger Malvin’s Burial”. In: Southern Folklore Quarterly. Band 30, 1966, S. 313–322.
- James McIntosh: Nature and Frontier in “Roger Malvin’s Burial”. In: American Literature. Band 60, Nr. 2, 1988, S. 188–204.
- Manfred Mackenzie: Hawthorne’s “Roger Malvin’s Burial”: A Postcolonial Reading. In: New Literary History. Band 27, Nr. 3, 1996, S. 459–472.
- Diane C. Naples: “Roger Malvin’s Burial”: A Parable for Historians? In: American Transcendental Quarterly. Band 13, 1972, S. 45–48.
- Lea Bertani Vozar Newman: A Reader’s Guide to the Short Stories of Nathaniel Hawthorne. G. K. Hall & Co., Boston 1979, ISBN 0-8161-8398-8.
- Frank Obenland: Providential Fictions. Nathaniel Hawthorne’s Secular Ethics. Ferdinand Schöningh, Paderborn 2011, ISBN 978-3-506-76968-8.
- G. Harrison Orians: The Source of Hawthorne’s “Roger Malvin’s Burial”. In: American Literature. Band 10, Nr. 3, 1938, S. 313–318.
- Guy Ortolano: The Role of Dorcas in “Roger Malvin’s Burial”. In: Nathaniel Hawthorne Review. Band 25, Nr. 2, 1999, S. 8–16.
- David Ramsey: The Legible Landscape: Sources for the Sepulchral Setting of “Roger Malvin’s Burial” (PDF; 84 kB). In: 言語文化論集. Studies in Language and Culture. Band 27, Nr. 1, 2005, S. 205–219.
- Arthur E. Robinson: “Roger Malvin’s Burial”: Hawthorne and the American Environment. In: Nathaniel Hawthorne Journal. 1977, S. 147–166.
- John Samson: Hawthorne’s Oak Trees. In: American Literature. Band 52, Nr. 3, 1980, S. 457–461.
- William J. Scheick: The Hieroglyphic Rock in Hawthorne’s “Roger Malvin’s Burial”. In: Emerson Society Quarterly (ESQ). Band 24, 1978, S. 72–76.
- Harold Schlechter: Death and Resurrection of the King: Elements of Primitive Mythology and Ritual in “Roger Malvin’s Burial”. In: English Language Notes. Band 8, 1971, S. 201–205.
- Dieter Schulz: Imagination and Self-Imprisonment: The Ending of “Roger Malvin’s Burial”. In: Studies in Short Fiction. Band 10, 1973, S. 183–186.
- Ely Stock: History and the Bible in “Roger Malvin’s Burial”. In: Essex Institute Historical Collections. Band 100, 1964, S. 279–296.
- G. R. Thompson: The Art of Authorial Presence. Hawthorne’s Provincial Tales. Duke University Press, Durham, N. C. 1993, ISBN 0-8223-1321-9.
- W. R. Thompson: The Biblical Sources of Hawthorne’s “Roger Malvin’s Burial”. In: Publications of the Modern Language Association (PMLA). Band 77, Nr. 1, 1962, S. 92–96.
- Hyatt Waggoner: Hawthorne. A Critical Study. Belknap Press of Harvard University Press, Cambridge, Mass. 1963.